# Chalastra streptophora
Chalastra streptophora är en fjärilsart som beskrevs av Edward Meyrick 1883. Chalastra streptophora ingår i släktet Chalastra och familjen mätare. Inga underarter finns listade i Catalogue of Life.